# Спецназ (телесериал, Германия)
«Спецназ» (нем. GSG 9 – Ihr Einsatz ist ihr Leben) — немецкий телевизионный сериал о силовой структуре GSG 9. Премьера состоялась весной 2007 года.

## Сюжет
Сериал повествует о специальном подразделении Федеральной полиции Германии, известном как GSG 9. Показываются ситуации, с которыми обычная полиция не может справиться, такие как терроризм, угоны самолётов и похищения людей. Подразделение также выполняет задачи за границей, в таких странах, как Белоруссия, для оказания помощи силам государственной безопасности в спасении граждан Германии и при захвате немецких дипломатических зданий.